# Équipe de Suisse de hockey sur glace aux Jeux olympiques de 2010
L'équipe de Suisse est classée au septième rang au classement mondial de hockey sur glace de la Fédération internationale de hockey sur glace avant d'entreprendre la saison 2010 des tournois internationaux.

## Contexte
Les Jeux olympiques d'hiver de 2010 ont lieu du 12 février 2010 au 28 février 2010 à Vancouver, Colombie-Britannique, au Canada.

## Alignement

### Joueurs
| Numéro | Nom                   | Position  | Date de naissance | Équipe                   | PJ | B | A | Pts | PUN | Participation |
| ------ | --------------------- | --------- | ----------------- | ------------------------ | -- | - | - | --- | --- | ------------- |
| 5      | Severin Blindenbacher | Défenseur | 15 mars 1983      | Färjestads BK            | 5  | 1 | 1 | 2   | 4   | 2e            |
| 7      | Mark Streit           | Défenseur | 11 décembre 1977  | Islanders de New York    | 5  | 0 | 3 | 3   | 0   | 3e            |
| 10     | Andres Ambühl         | Attaquant | 14 septembre 1983 | Wolf Pack de Hartford    | 5  | 0 | 0 | 0   | 0   | 2e            |
| 14     | Roman Wick            | Attaquant | 30 décembre 1985  | Kloten Flyers            | 5  | 2 | 3 | 5   | 2   | 1re           |
| 16     | Rafael Diaz           | Défenseur | 9 janvier 1986    | EV Zoug                  | 5  | 0 | 0 | 0   | 4   | 1re           |
| 17     | Hnat Domenichelli     | Attaquant | 16 février 1976   | HC Lugano                | 5  | 1 | 2 | 3   | 4   | 1re           |
| 18     | Thomas Déruns         | Attaquant | 1er mars 1982     | Genève-Servette HC       | 5  | 0 | 0 | 0   | 0   | 1re           |
| 23     | Thierry Paterlini     | Attaquant | 27 avril 1975     | Rapperswil-Jona Lakers   | 5  | 0 | 1 | 1   | 6   | 2e            |
| 25     | Thibaut Monnet        | Attaquant | 2 février 1982    | ZSC Lions                | 5  | 0 | 1 | 1   | 0   | 1re           |
| 28     | Martin Plüss          | Attaquant | 17 décembre 1977  | CP Berne                 | 5  | 0 | 3 | 3   | 0   | 3e            |
| 31     | Mathias Seger         | Défenseur | 5 juin 1980       | ZSC Lions                | 5  | 0 | 2 | 2   | 4   | 3e            |
| 32     | Ivo Rüthemann         | Attaquant | 12 décembre 1976  | CP Berne                 | 5  | 1 | 0 | 1   | 0   | 3e            |
| 35     | Sandy Jeannin         | Attaquant | 28 février 1976   | Fribourg-Gottéron        | 5  | 0 | 1 | 1   | 2   | 3e            |
| 39     | Raffaele Sannitz      | Attaquant | 18 mai 1983       | HC Lugano                | 5  | 1 | 1 | 2   | 8   | 1re           |
| 47     | Luca Sbisa            | Défenseur | 30 janvier 1990   | Winter Hawks de Portland | 5  | 0 | 0 | 0   | 0   | 1re           |
| 54     | Philippe Furrer       | Défenseur | 16 juin 1985      | CP Berne                 | 5  | 0 | 1 | 1   | 2   | 1re           |
| 67     | Romano Lemm           | Attaquant | 25 juin 1984      | HC Lugano                | 5  | 2 | 0 | 2   | 2   | 2e            |
| 72     | Patrick von Gunten    | Défenseur | 10 février 1985   | Kloten Flyers            | 5  | 1 | 0 | 1   | 0   | 1re           |
| 77     | Yannick Weber         | Défenseur | 23 septembre 1988 | Bulldogs de Hamilton     | 5  | 0 | 0 | 0   | 6   | 1re           |
| 89     | Julien Sprunger       | Attaquant | 4 janvier 1986    | Fribourg-Gottéron        | 5  | 2 | 0 | 2   | 2   | 1re           |

| Numéro | Nom            | Date de naissance | Équipe             | PJ | V  | D  | MIN | BC | MOY  | BL | A  | Pts | PUN | Participation |
| ------ | -------------- | ----------------- | ------------------ | -- | -- | -- | --- | -- | ---- | -- | -- | --- | --- | ------------- |
| 1      | Jonas Hiller   | 12 février 1982   | Ducks d'Anaheim    | 5  | 2  | 3  | 316 | 13 | 2,47 | 0  | 0  | 0   | 0   | 1re           |
| 52     | Tobias Stephan | 21 janvier 1984   | Genève-Servette HC | -- | -- | -- | --  | -- | --   | -- | -- | --  | --  | 1re           |
| 66     | Ronnie Rüeger  | 26 février 1973   | Kloten Flyers      | -- | -- | -- | --  | -- | --   | -- | -- | --  | --  | 1re           |

| Poste                | Nom            | Date de naissance | Nationalité     |
| -------------------- | -------------- | ----------------- | --------------- |
| Entraîneur-chef      | Ralph Krueger  | 31 août 1959      | Allemagne       |
| Assistant entraîneur | Jakob Kölliker | 21 juillet 1953   | Suisse          |
| Assistant entraîneur | Peter Lee      | 2 janvier 1956    | Grande-Bretagne |

#### Résultats
- Classement final au terme du tournoi : 8e place